# Max Henkel

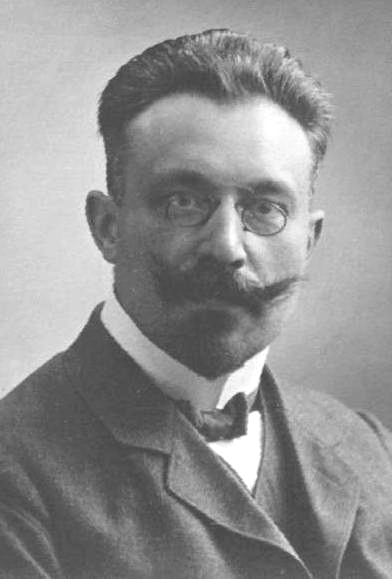
Max Henkel

Max Henkel (* 26. September 1870 in Berlin; † 9. September 1941 in Jena) war ein deutscher Gynäkologe und Geburtshelfer.

## Leben und Wirken
Max Henkel wurde am 26. September 1870 als Sohn des Stabsarztes Wilhelm Henkel und Caroline Henkel, geborene Friedrich, geboren. Er besuchte das Gymnasium in Demmin (Pommern), wo er sein Abitur ablegte. Anschließend studierte Henkel Medizin an den Universitäten Würzburg, Freiburg und Greifswald. Während seines Studiums wurde er Mitglied des Akademischen Gesangvereins Würzburg im Sondershäuser Verband. 1894 wurde er mit einer Arbeit über die Histiogenese der Parotisgeschwülste promoviert und legte 1896 in Greifswald das Staatsexamen ab. Danach begann Henkel eine Ausbildung in Pathologie, bis 1898 in Greifswald und anschließend bis 1900 am Allgemeinen Krankenhaus Eppendorf in Hamburg. Danach wechselte Max Henkel nach Berlin an die Universitätsfrauenklinik unter Leitung von Robert Michaelis von Olshausen, wo er anfangs als Assistenz- und später als Oberarzt arbeitete.
Unter Olshausen wurde er 1905 habilitiert und 1907 zum außerordentlichen Professor ernannt. Im gleichen Jahr folgte Henkel dem Ruf als ordentlicher Professor für Gynäkologie und Direktor der Universitätsfrauenklinik an die Universität Greifswald, wo er als Ersatz für Walter Stoeckel drei Jahre lang tätig war. Stoeckel hatte von Berlin aus einen Ruf nach Marburg angenommen, obwohl ein Berufungsverfahren nach Greifswald lief. 1910 wurde Max Henkel als Nachfolger von Karl Franz (1870–1926), Ordinarius und Direktor der Universitätsfrauenklinik an die Friedrich-Schiller-Universität Jena berufen.
Zwischen 1915 und 1918 wurde Henkel auf Grund eines Disziplinarverfahrens gegen ihn von seinem Amt als Klinikleiter suspendiert und während dieser Zeit 1917 als Arzt zum Kriegsdienst einberufen. Nach einem Freispruch nahm er seinen Dienst wieder auf. In der Amtsperiode 1923/24 wurde er zum Rektor der Universität gewählt. Im März 1933 unterzeichnete er die Erklärung von 300 Hochschullehrern für Adolf Hitler. Zum 1. Mai 1933 trat er der NSDAP bei (Mitgliedsnummer 3.259.269).
Henkel war als Ordinarius und Direktor der Universitätsfrauenklinik Jena bis zu seiner Emeritierung am 1. Oktober 1935 tätig, wo W. Haupt von 1935 bis 1944 seine Nachfolge antrat. Er starb am 9. September 1941 in Jena im Alter von 70 Jahren. Seit 1903 war er mit Emmy Henkel, geborene Fischer, verheiratet. Aus dieser Ehe gingen zwei Söhne hervor.

## Schriften (Auswahl)
Max Henkel publizierte zahlreiche Arbeiten auf dem gesamten Gebiet der Gynäkologie und Geburtshilfe. Seine Interessen lagen besonders in der operativen Gynäkologie. In Berlin und Greifswald befasste sich Henkel vorrangig mit der Antiseptik in der Geburtshilfe und Gynäkologie, so mit der Ätiologie und Therapie von Wochenbettinfektionen sowie der Rolle der Bakteriologie in der Gynäkologie und setzte neue Impulse in der Infektionsbekämpfung.
- Ist die abdominale Totalexstirpation des schwangeren Uterus wegen Lungentuberkulose berechtigt? In: Arch Gynecol Obstet. 94, 1911, S. 580–597.
- Künstliche Fehlgeburt und künstliche Unfruchtbarkeit vom Standpunkt der Gynäkologie. In: S. Placzek: Künstliche Fehlgeburt und künstliche Unfruchtbarkeit, ihre Indikationen, Technik und Rechtslage. Georg Thieme, Leipzig 1918
- Bernhard Sigmund Schultze. In: Arch Gynecol Obstet. 111 (1919), s.III-XX. doi:10.1007/BF01759655
- Krankheiten der äusseren Geschlechtsteile und der Vagina, der Harnröhre, des Harnleiters und der weiblichen Blase: Gonorrhoe, Syphilis und Tuberkulose der weiblichen Geschlechtsorgane. Georg Thieme, Leipzig 1921
- Werden und Vergehen im Leben der Frau. W. Schneider, Querfurt 1925
- Über Blutstillung bei Gebärmutterblutungen durch Abklemmung der Parametrien mit doppelkralligen Hakenzangen. In: Arch Gynecol Obstet. 125, 1925, S. 327. doi:10.1007/BF01975218
- Über die Leitung der Geburt. In: Arch Gynecol Obstet. 134, 1928, S. 18–43. doi:10.1007/BF01702608
- Konservative Myomchirurgie. In: Arch Gynecol Obstet. 156, 1933, S. 72–86. doi:10.1007/BF01790425

## Der „Fall Max Henkel“
Bald nach dem Amtsantritt Henkels in Jena im April 1910 kam es zu Spannungen zwischen ihm und anderen Fakultätsmitgliedern. Dabei waren besonders Auseinandersetzungen mit Robert Rössle, dem Ordinarius für Pathologische Anatomie, der 1911 nach Jena berufen worden war, folgenreich. Weil Henkel tote Neugeborene nicht zur Sektion übergab, sondern als Lehrmaterial in der Frauenklinik behielt, kam es im April 1913 zu offenen Streitigkeiten zwischen beiden Ordinarien, in welchen Henkel keine Kompromissbereitschaft zeigte.
Außerdem fand Rössle eine große Anzahl von Infektionen nach Operationen mit tödlichem Ausgang und bezweifelte die Notwendigkeit der Radikalität angewandter Operationsmethoden. Weiterhin wurden Henkel die Vornahme unbegründeter Operationen, einschließlich unberechtigter Schwangerschaftsabbrüche und Sterilisierungen, das Auftreten vermehrter Kunstfehler und eine mangelnde Säuglingsfürsorge vorgeworfen.
1915 erstattete Professor Ernst Giese (1865–1956) Strafanzeige beim Großherzoglichen Amtsgericht Jena wegen fahrlässiger Tötung. Henkel wurde vom Staatsministerium Weimar beurlaubt. Nach Einstellung dieses Strafverfahrens wurde ein förmliches Dienststrafverfahren wegen mehrerer Vorwürfe gegen Henkel eingeleitet.
Die Dienststrafkammer verurteilte Henkel 1917 zur Strafversetzung und Erstattung der Auslagen des Verfahrens. Ihm wurden in der Urteilsbegründung medizinisch unbegründete Schwangerschaftsabbrüche bescheinigt, darunter der unterlassene Versuch, einen Fötus im achten Schwangerschaftsmonat zu retten. Im Anklagepunkt "nachlässige Behandlung Leidender und Verletzung der ärztlichen Ethik" wurde er ebenfalls schuldig befunden. In diesem Zusammenhang wurde besonders gerügt, dass er beim Besuch eines interessierten Laien, eines Prinzen zur Lippe, ohne Indikation und Vorbereitung eine Patientin zu Demonstrationszwecken operiert habe, die unmittelbar nach der Operation verstarb.
Dieses Urteil wurde von der Staatsanwaltschaft und der Verteidigung angefochten. Im Berufungsverfahren sprach das Thüringische Oberverwaltungsgericht Henkel nach mündlicher Verhandlung in Jena 1918 von allen Vorwürfen frei. Das vorige Urteil wurde aufgehoben und die Auslagen des Verfahrens der Großherzoglichen Staatskasse zur Last gelegt.
Die Diskussionen zum Fall Henkel fanden ein erhebliches Medieninteresse. Tageszeitungen berichteten regelmäßig aus dem Gerichtssaal über den Verhandlungsverlauf in beiden Verfahren, 1917 wie 1918.
Eine in der Tagespresse berichtete Zeugenaussage über die tödlich verlaufene Demonstrationsoperation in Anwesenheit des Prinzen zur Lippe wiederholte Karl Kraus in der Fackel und übernahm das vom Zeugen beschriebene Ereignis als 8. Szene im IV. Akt in Die letzten Tage der Menschheit.